# Le Goff
Cet article possède un paronyme, voir Goff.
Cette page présente le nom de famille Le Goff ainsi que ses variantes.
Le Goff est la forme francisée du nom de famille breton An Goff ou Ar Goff signifiant « le forgeron » (ar gov en breton moderne).

## Origine et étymologie
La finale en -ff était utilisée en moyen breton (fin du Moyen Âge) pour noter le son [v] (ou [w]) ; par la suite la prononciation a encore évolué mais le nom de famille a conservé sa graphie ancienne. De même, le mot forgeron s'écrit gof en gallois et se prononce « gov » [gɔv].
|                | Étymologie                                                         | Vieux breton (5e - 11e siècle) | Moyen breton (11e - 17e siècle)                                  | Breton pré-moderne (17e - 19e siècle)            | Breton moderne (20e - 21e siècle) | Prononciation                              |
| -------------- | ------------------------------------------------------------------ | ------------------------------ | ---------------------------------------------------------------- | ------------------------------------------------ | --------------------------------- | ------------------------------------------ |
| Nom commun     | *gobo- ou *goben-, *gobend- (formes proto-celtiques reconstruites) | gob                            | goff                                                             | gof ou gov (éclipsé par marichal) go (vannetais) | gov (orth. unifiée)               | gov (Gouelo) gow (trégorrois) go (léonard) |
| Nom de famille |                                                                    |                                | An Goff (diminutifs : An Goffic / Govic / Gouic / Goïc) An Gouff | Ar Goff                                          | Ar Gov                            |                                            |
| Nom de lieu    |                                                                    |                                | Roscoff Kerangoff (quartier brestois)                            |                                                  |                                   | Rosko Kerango                              |

L’article défini ar s'est substitué à an en breton contemporain et a été remplacé à l'état-civil par son équivalent français le (comme dans la plupart des noms de famille bretons du même type).

## Patronymes
Le Goff est un nom de famille notamment porté par :
- Alain Le Goff (1942-), conteur français ;
- Annick Le Goff (1949-), actrice française ;
- Auguste Le Goff (1902-1949), personnalité politique française ;
- Corinne Le Goff (1965-), chef d'entreprise française ;
- Élie Le Goff (1858-1938), sculpteur français ;
- Eugène Le Goff (1909-1998), cycliste français ;
- Gilbert Le Goff (1958-), footballeur français ;
- Hervé Le Goff (1947-), journaliste, critique et essayiste français ;
- Hervé Le Goff (1971-), illustrateur français[7],[8] ;
- Jack Le Goff (1931-2009), cavalier olympique français ;
- Jacques Le Goff (1924-2014), historien médiéviste français ;
- Jean-Louis Le Goff (1929-2017), acteur français ;
- Jean-Pierre Le Goff  ;
- Nicolas Le Goff (1992-), joueur de volley-ball français ;
- Paul Le Goff  ;
- Pierre Le Goff  ;
- Pierre-Emmanuel Le Goff (1979-), scénariste, réalisateur, producteur et distributeur français ;
- Raymond Le Goff (1913-2005), joueur français de rugby à XV ;
- René Le Goff (1944-2010), dirigeant de basket-ball français ;
- Ronan Le Goff (1970-), skipper et navigateur français ;
- Rémy Le Goff (19?-2014), journaliste français ;
- Tonia Le Goff (1929-2010), chanteuse française ;
- Vincent Le Goff (1989-), footballeur français ;
- Yann Le Goff (2003-), nageur français ;
- Yeun ar Gow (1897-1966), écrivain français de langue bretonne ;
- Yves Le Goff (1907-1988), cycliste français ;

patronymes liés
- Charles Le Goffic (1863-1932), écrivain français ;
- Michael An Gof, un des leaders du premier soulèvement cornique en 1497 ;
- Pierre Le Goffic .